# Sistema aperto

Proprietà dei sistemi isolati, chiusi e aperti nello scambio di energia e materia.

In termodinamica un sistema aperto è un sistema che interagisce con l'ambiente esterno scambiando sia energia (lavoro o calore) che materia.
Alcuni esempi di sistemi aperti sono i liquidi in contenitori non ermeticamente chiusi, gli organismi viventi, i pianeti, i sistemi planetari, ecc.